# Eupterote gyras
Eupterote gyras är en fjärilsart som beskrevs av Swinhoe 1885. Eupterote gyras ingår i släktet Eupterote och familjen Eupterotidae. Inga underarter finns listade i Catalogue of Life.